# Личковах Володимир Анатолійович
Володимир Анатолійович Личковах (* 2 червня 1946, Варшава) — український філософ. Доктор філософських наук (1996). Професор (2001). Заслужений працівник народної освіти України (1992).

## Біографія
1974 року закінчив філософський факультет Київського університету. 1978 року закінчив аспірантуру кафедри етики та естетики того ж університету.
1981 року захистив кандидатську дисертацію «Естетичне переживання і соціальна активність особи». 1996 року захистив докторську дисертацію «Людське світовідношення як предмет естетичного аналізу». 2001 року надано вчене звання професора, 2005 року обрано академіком Академії наук вищої школи України.
Від 1976 року працює в Чернігівському педагогічному інституті (нині Чернігівський педагогічний університет). Завідувач кафедр: теорії та історії культури (1990—1997), філософії та соціально-гуманітарних дисциплін (1997—1998), етики, естетики та культурології (1998—2001), філософії та культурології (з 2001 року), покинув посаду за власним бажанням (2011).
Личковах створив інноваційний проект викладання некласичної естетики. За програмою «Трансформація гуманітарної освіти в Україні» Володимир Анатолійович підготував навчальний посібник «Від Фауста до Леверкюна: Вступ до некласичної естетики» (Чернігів, 2002) і низку методичних посібників із філософських і культурологічних дисциплін (як автор і редактор).
Опублікував близько 330 наукових праць, зокрема монографії:
- «Переживание красоты» (Київ, 1987),
- «Світ людини в мистецтві» (Чернігів, 2005),
- «Слов’янський SACRUM – скарбниця Європи» (Чернігів, 2011),

а також вибрані статті з естетики, культурології, філософії мистецтва «Дивосад культури» (Чернігів, 2006).